# Wladimir Saweljewitsch Waskin
Wladimir Saweljewitsch Waskin (russisch Владимир Савельевич Васькин; * 12. Februar 1941 in Elista, Kalmückische ASSR; † vor oder am 25. Juli 2022) war ein sowjetischer bzw. russischer Bildhauer und Hochschullehrer kalmückischer Herkunft.

## Leben
Waskins kalmückischer Vater Saweli Santschirowitsch Waskin (1898–1952) wurde im Deutsch-Sowjetischen Krieg 1942 zur Roten Armee eingezogen, wurde 1944 wegen Nationalismus verhaftet, baute am Schirokow-Wasserkraftwerk an der Koswa bei Gubacha mit und wurde 1945 aus der Roten Armee entlassen und in den Rajon Tscherepanowo, Oblast Nowosibirsk, verbannt. Im Dezember 1943 war die kalmückische Bevölkerung nach Sibirien deportiert worden.
Waskin wuchs mit zwei Brüdern und einer Schwester im Rajon Tscherepanowo und in Nowosibirsk auf. Schließlich besuchte er die 10-Klassen-Mittelschule Nr. 3 in Elista mit Abschluss 1959. Darauf studierte er in Rostow am Don an der Grekow-Kunstschule bei Jewgeni Fjodorowitsch Lobko mit Abschluss 1962. Es folgte das Studium der Monumental- und Architektur-Bildhauerei an der Leningrader Muchina-Kunst-Gewerbe-Hochschule (seit 2006 St. Petersburger Stieglitz-Kunst-Gewerbe-Akademie) mit Abschluss 1967. Seine Lehrer waren Wladimir Ingal, Wladimir Wassilkowski und Pjotr Fjodorowitsch Kulikow. Seine Diplomarbeit nach Motiven des kalmückischen Nationalepos Dschangar hatte Waskin bei Walentina Rybalko angefertigt.
Bereits 1966 begann Waskin sich an Ausstellungen und Projekt-Wettbewerben zu beteiligen. 1967–1972 arbeitete er als Grafiker. Er schuf eine Serie zum Dschangar-Epos und illustrierte Bücher kalmückischer Schriftsteller.
1970 gestaltete Waskin dekorative Holz-Reliefs im nationalen Stil für das Moskauer Hotel Rossija und die Buchhandlung Tejegin Gerl (kalmückisch Licht in der Steppe) in Elista.
1971 schuf Waskin eine Skulptur für die Bortcha-Quelle, das Wahrzeichen Elistas, im Freundschaftspark in Elista. Der Quellen-Name Bortcha hat mit der Bezeichnung für eine kalmückische Kanne zu tun, so dass Waskin eine solche Kanne auf der Skulptur dargestellt hat. 2009 wurde die Skulptur in das Register des Kulturerbes der Republik Kalmückien unter der Nr. 338 eingetragen.
1972 wurde Waskin Mitglied der Union der Künstler der UdSSR. 1972–1974 war Waskin Vorsitzender der Union der Künstler Kalmückiens, die nach der Rückkehr der Kalmücken aus der Deportation wieder gegründet worden war. 1980 nahm er am internationalen Symposium der Holz-Bildhauer in Püschtin in der Tschechoslowakei teil. 1987 leitete er die Bildhauergruppe auf dem Allrussischen Symposium für Staffelei-Skulpturen in Pereslawl-Salesski.
1992–1993 lehrte Waskin an der Kalmückischen Staatlichen Universität in Elista. 1997 und 1998 nahm er an internationalen Symposien der Steinbildhauer in Elista teil. 2007–2012 lehrte er an der 1999 gegründeten Tschonkuschow-Kunstschule. 2008 wurde er Mitglied der Schaffensunion der Künstler Russlands.
Waskin bekannte sich zum Buddhismus, schuf Buddha-Statuen, traf den Dalai Lama und deutete das Lächeln der Gioconda als Buddha-Lächeln.
Werke Waskins befinden sich in Museen und Privatsammlungen in Russland, Litauen, der Slowakei, Deutschland, der Mongolei und den USA.

## Ehrungen, Preise
- Verdienter Kunstschaffender der Kalmückischen ASSR (1980)[5]
- Verdienter Künstler der Russischen Föderation (1997)[3]
- Ehrenbürger der Republik Kalmückien (2006)[5]
- Silbermedaille der Russischen Akademie der Künste (2007)[3]
- Kalmückischer Nationalpreis Ulan Sala im Bereich Bildende Kunst (2012)

## Werke (Auswahl)

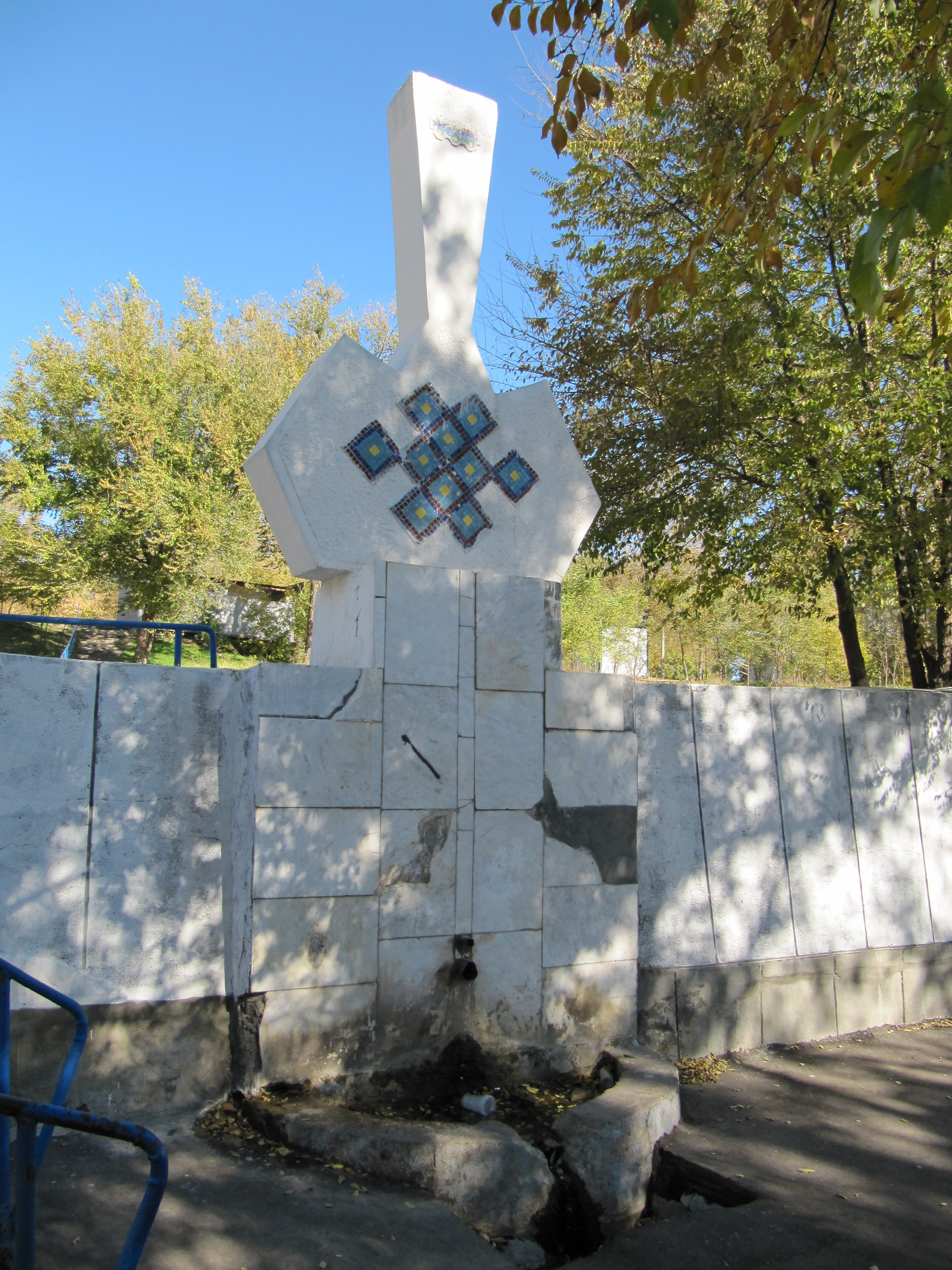
Bortcha-Quelle (1971), Freundschaftspark, Elista
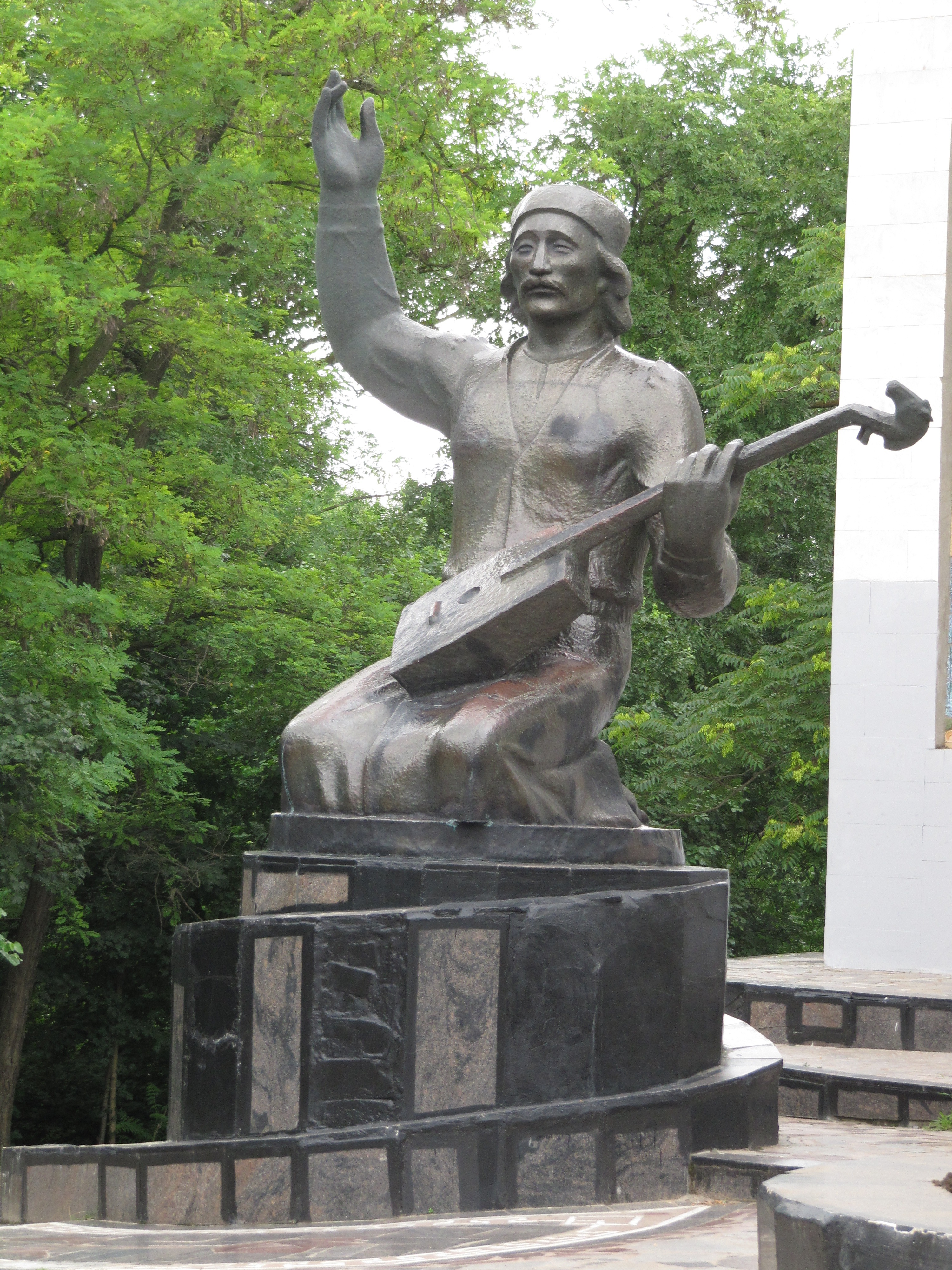
Denkmal des Dschangartschi Eeljan Owla (1990),[10] Freundschaftspark, Elista
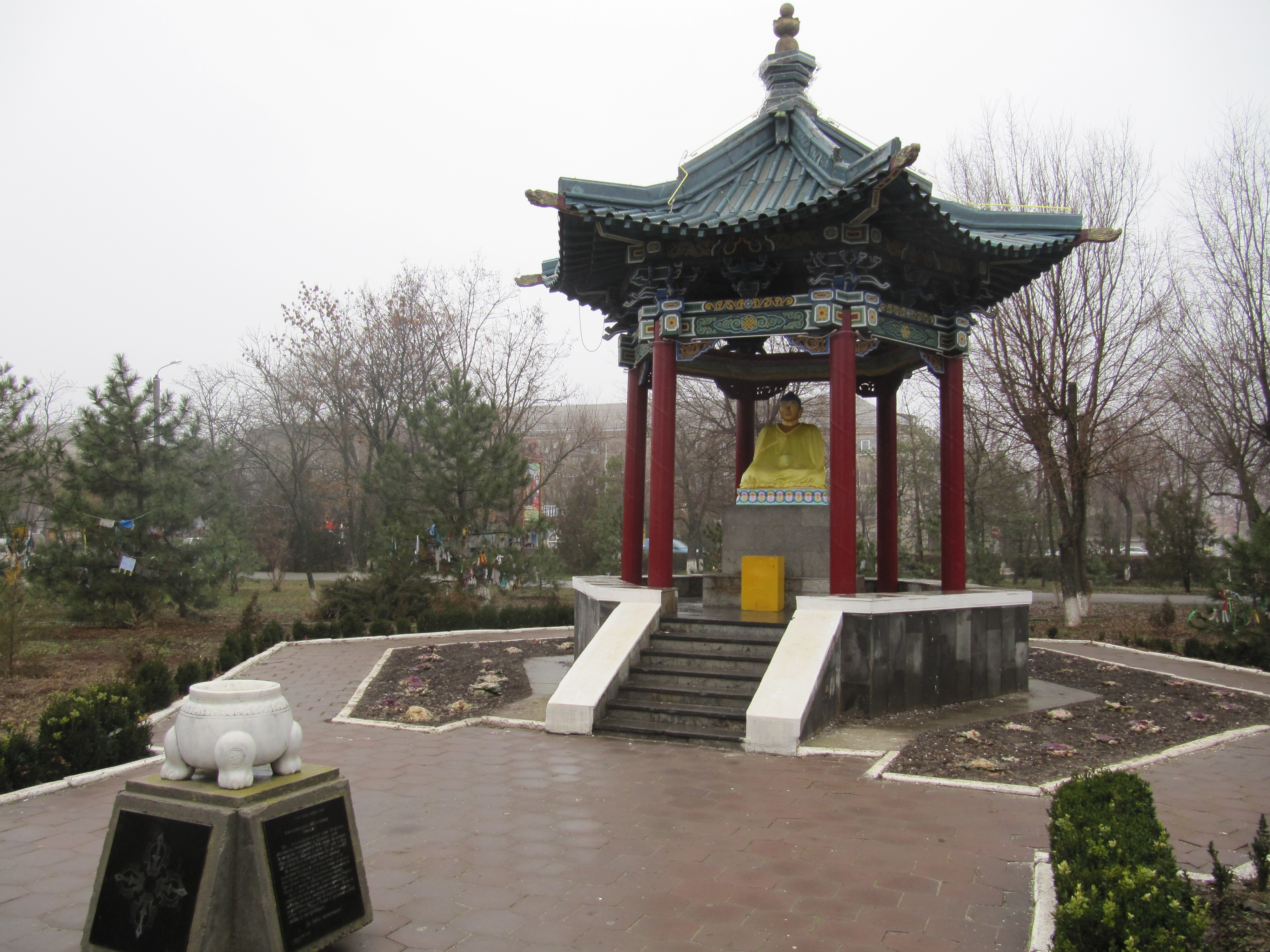
Buddha Shakyamuni (1995)[9] in der Ost-Rotunde, Elista